# Venom: El último baile
Venom: El Último Baile (en inglés: Venom: The Last Dance) es una película estadounidense de superhéroes de 2024, basada en el personaje de Marvel Comics, Venom. Una secuela de Venom: Let There Be Carnage, es la quinta película del Universo Spider-Man de Sony (SSU), fue escrita, dirigida y coproducida por Kelly Marcel. Tom Hardy protagoniza como Eddie Brock y Venom, junto a Chiwetel Ejiofor, Juno Temple, Rhys Ifans, Stephen Graham, Peggy Lu, y Alanna Ubach. En la película, Brock y Venom están huyendo ambos de sus mundos.
Hardy reveló en agosto de 2018 que había firmado para aparecer en una tercera película de Venom, y Sony Pictures comenzó el desarrollo para diciembre de 2021, después del estreno de la segunda película. Marcel y Hardy estaban escribiendo el guion en junio de 2022, y Marcel se dispuso a hacer su debut como directora con la película en octubre. A mediados de 2023 se incorporaron nuevos miembros del reparto, entre ellos Ejiofor y Temple, y el rodaje comenzó a finales de junio de 2023 en España. La producción se detuvo el mes siguiente debido a la huelga SAG-AFTRA de 2023, y se reanudó en noviembre de ese año tras el fin de la huelga y se completó a finales de febrero de 2024. El título se reveló un mes después.
Venom: The Last Dance tuvo su premiere en el cine Regal de Times Square en la ciudad de Nueva York el 21 de octubre de 2024 y se estrenó en los Estados Unidos el 25 de octubre. La película recibió críticas mixtas de los críticos, con críticas dirigidas a su guion, mientras que se elogiaron la actuación de Hardy, las secuencias de acción y los efectos visuales. Ha recaudado $478.9 millones en todo el mundo.

## Argumento
Luego de ser transportados a la Tierra-616 por el hechizo del Doctor Strange, Eddie Brock y el simbionte Venom (Tom Hardy) están borrachos en un bar en México. Mientras hablan con el camarero sobre Thanos y las Gemas del Infinito, se ven obligados a regresar a su universo natal en la Tierra-688. Todavía prófugos después de su reciente batalla con Carnage, el aparente asesinato de Patrick Mulligan (Stephen Graham) llega a los titulares internacionales y Eddie es nombrado el principal sospechoso, lo que lo obliga a partir hacia la ciudad de Nueva York e intentar limpiar su nombre.
Sin que ninguno de los dos lo sepa, una criatura conocida como Xenófaga, cazadora de simbiontes, ha comenzado a rastrear a Eddie y Venom. Los recientes eventos llaman la atención de Rex Strickland (Chiwetel Ejiofor), un soldado que supervisa Imperium, una operación gubernamental en el sitio del Área 51, que pronto será desmantelado, para la captura y el estudio de otros simbiontes que han caído a la Tierra. Mulligan, que se revela que sobrevivió a su encuentro con Carnage, es capturado después de que otro simbionte, que eludió a los soldados de Strickland, lo dejara por muerto. Se vincula con uno de los muchos simbiontes contenidos y los investigadores de Imperium, la Dra. Teddy Paine (Juno Temple) y Sadie "Christmas" (Clark Backo), lo interrogan para conocer el propósito de los simbiontes en la Tierra antes de que Strickland reciba la orden de derribar a Venom.
Mientras se adhieren al costado de un avión con destino a la ciudad de Nueva York, Eddie y Venom son atacados por la criatura Xenófaga que los rastrea y se ven obligados a caer en el desierto de Nevada. Venom le explica a Eddie que las Xenófagas fueron creadas y liberadas en el universo por Knull (Andy Serkis), el también creador de los simbiontes, para recuperar un Codex, que se forja cuando un simbionte resucita a su anfitrión. Esto puede liberar a Knull de Klyntar, la prisión en la que los simbiontes lo atraparon hace mucho tiempo. Debido a que Venom antes revivió a Eddie una vez durante su batalla final contra Riot, ahora llevan un Codex, que la criatura Xenófaga ha rastreado hasta la Tierra. Después de ser emboscado por Strickland y su equipo mientras apenas escapaba de ellos y de la Xenófaga, Eddie se encuentra con Martin Moon (Rhys Ifans) y su familia de hippies viajeros y entusiastas de los extraterrestres que le ofrecen un viaje gratis a Las Vegas en su camino al Área 51. Mientras tanto, el nuevo simbionte de Mulligan le informa a Strickland de las intenciones de Knull para el Codex, que solo puede destruirse si Eddie o Venom mueren.
Al llegar a Las Vegas, Eddie y Venom se encuentran con la Sra. Chen (Peggy Lu) en un casino y Venom comparte un baile con ella antes de ser emboscados por la criatura Xenófaga nuevamente. El equipo de Strickland llega, separa a Venom de Eddie y los lleva al Área 51, donde Eddie se reúne con Mulligan. Sadie libera a Venom, quien se vuelve a unir con Eddie después de que Strickland le dispara. Esto atrae a la criatura Xenófaga a la base, y Mulligan muere en batalla. Venom libera a los otros simbiontes confinados, que se unen con Sadie y otros anfitriones para luchar contra la criatura Xenófaga, quien le ha indicado a Knull que se ha encontrado el Codex. Knull envía más Xenófagas a través de portales a la Tierra, abrumando a los simbiontes. Al darse cuenta de que debe sacrificarse para destruir el Codex y salvar el universo, Venom se fusiona con las Xenófagas, las conduce a tanques de ácido y se despide de Eddie antes de expulsarlo mientras Strickland, mortalmente herido, activa sus granadas para destruirlos. Teddy se une a un simbionte para salvar a Sadie de la explosión mientras Eddie cae inconsciente mientras la base arde.
Eddie luego se despierta en un hospital, donde un oficial militar le informa que sus acciones con Venom en el Área 51 le han valido una expurgación, con la condición de mantener en secreto los eventos que ocurrieron. Al llegar a la ciudad de Nueva York, Eddie contempla la Estatua de la Libertad mientras recuerda a Venom. En una escena de mitad de créditos, Knull declara que el universo ya no está a salvo de él ahora que Venom ha caído. En una escena poscréditos, el camarero, que fue detenido por Strickland poco después de que Eddie se fuera a Nueva York, escapa de los restos quemados del Área 51. Cerca de allí, una cucaracha negra sale de los escombros junto a un frasco roto que anteriormente contenía una muestra del simbionte Venom.

## Reparto

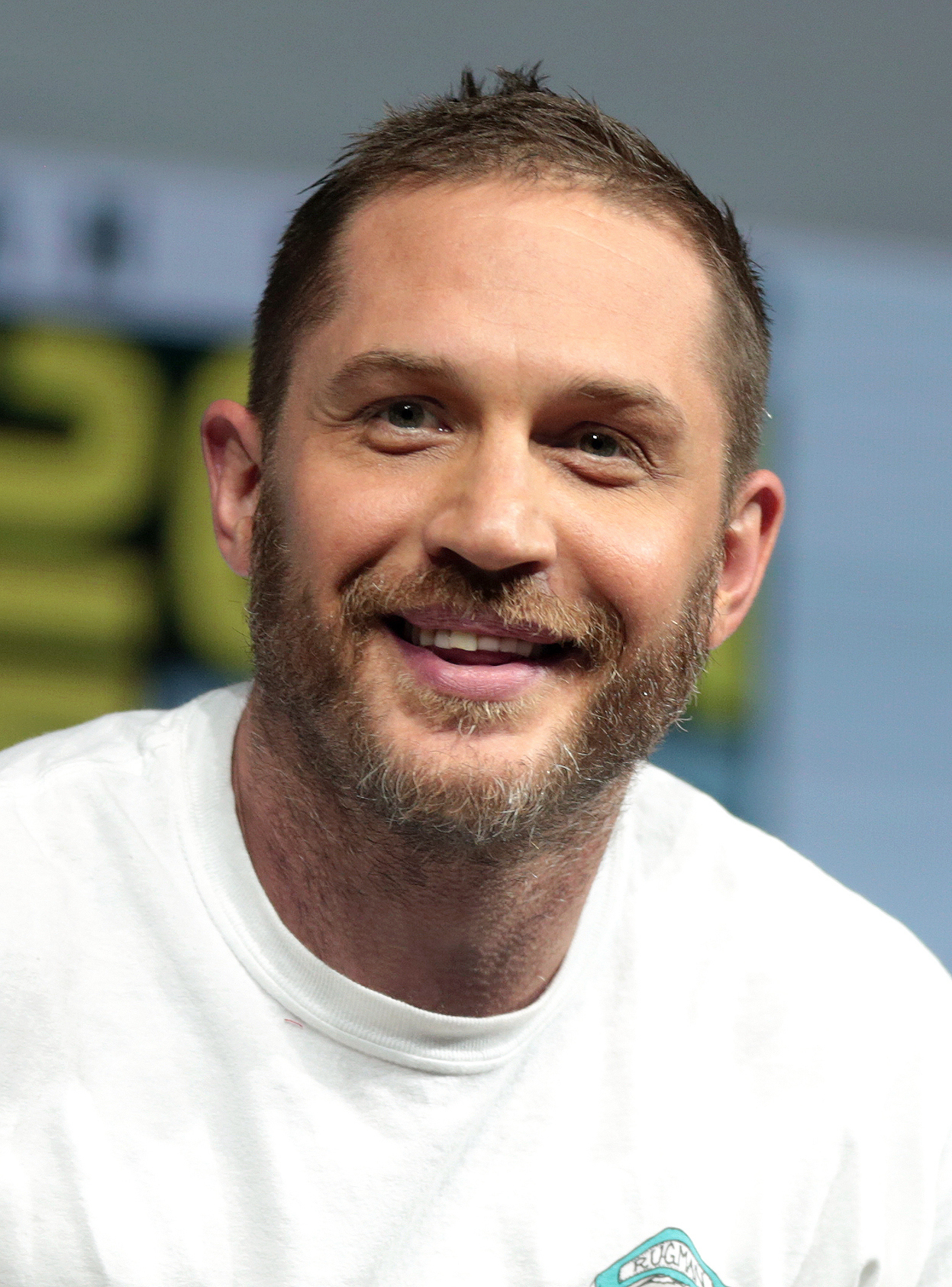
Tom Hardy repite su papel de Eddie Brock y Venom.

- Tom Hardy como Eddie Brock / Venom: Un periodista de investigación que es el anfitrión de Venom, un simbionte extraterrestre que lo imbuye de habilidades sobrehumanas.[5]
- Chiwetel Ejiofor como el General Rex Strickland: Un comandante de Imperium que está siguiendo a Eddie y tratando de capturar a Venom.[6][7][8]
- Juno Temple como la Dra. Teddy Paine: Una científica de Imperium, atormentada por la muerte de su hermano a causa de un rayo que también paralizó su brazo. Se convierte en la anfitriona de un simbionte de color púrpura.[8][nota 3]
- Rhys Ifans como Martin Moon: Un hippie y un entusiasta de los extraterrestres.[9]
- Stephen Graham como Patrick Mulligan: Un ex detective de policía que fue infectado con un simbionte después de encontrarse con Carnage, pero que lo dejó por muerto antes de ser capturado por Imperium. Graham también presta su voz a un simbionte verde sin nombre con el que Mulligan se une.[7][nota 4]
- Clark Backo como Sadie "Christmas":[nota 5] Una investigadora de Imperium. Se vincula brevemente con el simbionte Venom y luego se convierte en la anfitriona temporal de un simbionte de color verde.[10][nota 6]
- Alanna Ubach como Nova Moon: La esposa de Martin y su compañera hippie.[9]
- Peggy Lu como Señora Chen: Antigua propietaria de una tienda y amiga de Eddie y Venom.
- Andy Serkis como Knull: El creador de los simbiontes, que busca el Codex de Eddie y Venom para liberarse.[11][12] El director Kelly Marcel dijo sobre elegir a Serkis, quien dirigió Venom: Let There Be Carnage (2021), para interpretar al personaje: "Sabíamos en Venom 2 que él iba a ser este personaje [Knull], deberíamos poder traer al personaje a esta película".[13]

Además, Hala Finley y Dash McCloud interpretan a los hijos de Martin, Echo y Leaf Moon, respectivamente. Cristo Fernández repite su papel como el bartender de la película del Universo cinematográfico de Marvel (MCU), Spider-Man: No Way Home (2021), así como también aparece como una versión del personaje del universo de Venom. Jack Brady interpreta a Jim, un guardia de seguridad de Imperium que se une a un simbionte de color marrón, mientras que Jade Nicholson-Lamb interpreta a Jade Clark, una técnica de laboratorio de Imperium que se une a un simbionte de color violeta. Reid Scott, quien previamente interpretó al Dr. Dan Lewis en las primeras dos películas de "Venom", regresa como el sombrío jefe de Imperium.

## Producción

### Desarrollo y preproducción
El protagonista Tom Hardy declaró en agosto de 2018 que había firmado para protagonizar tres películas de Venom. En septiembre de 2021, Hardy señaló que los productores tendrían que seguir desarrollando el Universo Spider-Man de Sony (SSU) en futuras películas, pero dijo que también estaban interesados en cruzarse más con el Universo cinematográfico de Marvel (MCU). Venom: Let There Be Carnage (2021) el director Andy Serkis expresó su interés en volver a dirigir otra película de Venom, y sintió que había más que explorar con Venom en futuras películas antes de que el personaje se pudiera conocer con Spider-Man en una futura película crossover, incluyendo una mayor exploración del Instituto Ravencroft y otros villanos potenciales que se encuentran allí. En octubre, Tom Holland dijo que él y la productora Amy Pascal habían hablado sobre la posibilidad de que repitiera su papel en el MCU como Peter Parker / Spider-Man en futuras secuelas de Venom, después de que hiciera un cameo en Let There Be Carnage a través de imágenes de la película del MCU Spider-Man: No Way Home (2021). Ese diciembre, Pascal dijo que estaban en las "etapas de planificación" de Venom 3.
Sony Pictures confirmó que la película estaba en desarrollo en CinemaCon en abril de 2022. En junio, Hardy reveló que Kelly Marcel estaba escribiendo el guion tras haber trabajado previamente en las anteriores películas de Venom, y que estaba coescribiendo la historia con ella. A Hardy se le pagaría 20 millones de dólares por su participación. Serkis no pudo regresar como director debido a sus compromisos con Animal Farm, que había retrasado para trabajar en Let There Be Carnage, pero finalmente interpretó al personaje Knull en la película. Marcel firmó en octubre para hacer su debut como directora con la película, que se esperaba que concluyera la trilogía Venom. Ella también estaba programada para producir la película junto a Avi Arad, Matt Tolmach, Pascal, Hutch Parker y Hardy, todos lo hacen a través de sus respectivas productoras Arad Productions, Matt Tolmach Productions, Pascal Pictures, Hutch Parker Entertainment y Hardy, Son & Baker. Columbia Pictures también produce en asociación con Marvel Entertainment. Hardy reveló en febrero de 2023 que el trabajo de preproducción había comenzado. Juno Temple entró en negociaciones para unirse al reparto en un "papel principal" no revelado en abril. Al mes siguiente, se esperaba que el rodaje comenzara en junio para tener lugar en Londres, y Chiwetel Ejiofor se unió al reparto junto con Temple. En junio, se programó el estreno de la película para octubre de 2024.
La película presenta a Knull, el Rey de Negro de los simbiontes, que fue presentado en el material original en 2018. Los realizadores siempre estuvieron al tanto del personaje, pero decidieron que tenían que sentar las bases para el personaje de Venom y su relación con Eddie Brock antes de presentar al supervillano de Marvel. Como tal, buscaron inspiración en los cómics Venom de David Michelinie, Todd McFarlane, Donny Cates y Ryan Stegman, los dos últimos creadores de Knull, lo que llevó a Sony a contratarlos para una relación de asesoría y permitir que al menos Cates leyera el guion. Cates y Stegman esperaban una compensación monetaria por la inclusión de Knull.

### Rodaje
Fotografía principal comenzó el 26 de junio de 2023, en Los Mateos en Cartagena, España, así como en el Parque Regional de Calblanque, bajo el título provisional, Orwell. Fabian Wagner se desempeña como director de fotografía después de haber trabajado anteriormente como director de fotografía adicional en Let There Be Carnage. El inicio de la huelga de SAG-AFTRA de 2023 a mediados de julio de 2023 resultó en la detención del rodaje. Más tarde ese mes, la película se programó para el 12 de julio de 2024. Cuando terminó la huelga de actores a principios de noviembre de 2023, Sony retrasó el estreno de la película para el 8 de noviembre de 2024, llenando la fecha de noviembre de 2024 que el estudio había reservado previamente para una película de Marvel sin título. La producción se estaba preparando para reanudarse en ese momento. La filmación se reanudó el 16 de noviembre. En febrero de 2024, Clark Backo se unió al elenco en un papel no revelado, y Temple dijo a finales de mes que el rodaje casi había terminado.

### Posproducción
En marzo de 2024, la película se tituló Venom: The Last Dance y su fecha de estreno se adelantó al 25 de octubre de 2024. El primer avance, lanzado en junio, confirmó que Peggy Lu y Stephen Graham retomaban sus respectivos papeles como la Sra. Chen y Patrick Mulligan de películas anteriores de Venom, así como los castings de Rhys Ifans, Alanna Ubach y Cristo Fernández. Ifans interpretó anteriormente a Curt Connors / Lagarto en la serie de películas de Sony, The Amazing Spider-Man (2012) y No Way Home, mientras que Fernández apareció en No Way Home como un camarero que interactúa con Brock después de que es transportado al MCU a través del multiverso. Germain Lussier de io9 cuestionó si las apariciones de Ifans y Ejiofor, quienes interpretaron a Karl Mordo en el MCU, estaban menos preocupadas por la continuidad con el MCU y, en cambio, eran comentarios sobre el multiverso, en lugar de estar conectados con sus roles anteriores. Molly Edwards de Total Film también estaba confundida por la referencia a la escena de mitad de créditos de No Way Home en el tráiler, ya que las películas de Venom están ambientadas en un universo separado del MCU. John Moffatt y Aharon Bourland sirven como supervisores de efectos visuales, mientras que Greg Baxter es el productor de efectos visuales. Los efectos visuales son proporcionados por Industrial Light & Magic (ILM), DNEG, Digital Domain, Rodeo FX y Territory Studio, mientras que The Third Floor, Inc., Torchlight y Host proporcionaron el trabajo de previsualización y posvisualización. Mark Sanger editó la película, que se completó en el Teatro Cary Grant en el lote de Sony Pictures Studios a principios de octubre de 2024.

## Música
Para agosto de 2024, Dan Deacon había compuesto la banda sonora de la película.

## Estreno

### En cines
Venom: The Last Dance tuvo su estreno mundial en el cine Regal de Times Square en la ciudad de Nueva York el 21 de octubre de 2024, y fue estrenada en cines a través de Sony Pictures Releasing en los Estados Unidos el 25 de octubre de 2024, en IMAX y otros gran formato prémium (PLF). Originalmente se esperaba que la película se estrenara en octubre de 2024 antes que se le diera una fecha de estreno para el 12 de julio de 2024, cuando Sony ajustó su calendario de estrenos debido a la huelga de SAG-AFTRA. Después de que concluyó la huelga, el estreno de la película se retrasó hasta el 8 de noviembre de 2024, antes de regresarla al plazo de octubre de 2024.

### Medios domésticos
Sony firmó acuerdos con Netflix y Disney en abril de 2021 por los derechos de su catálogo de películas de 2022 a 2026, tras el estreno de las películas en cines y en los medios domésticos. Netflix firmó por los derechos exclusivos de streaming de la "ventana de pago 1", que suele ser una ventana de 18 meses e incluía las futuras películas de Venom tras Venom: Let There Be Carnage. Disney firmó por los derechos de "ventana de pago 2" para las películas, que se transmitirían en Disney+ y Hulu, así como en las cadenas de televisión lineales de Disney. La película se lanzó en descarga digital el 10 de diciembre de 2024 y fue lanzada en DVD, Blu-ray y 4K UHD el 21 de enero de 2025 por Sony Pictures Home Entertainment.

## Recepción

### Taquilla
Al 25 de enero de 2025, Venom: The Last Dance ha recaudado $139.7 millones en los Estados Unidos y Canadá, y $339.1 millones en otros territorios, para un total mundial de $478.9 millones.
En Estados Unidos y Canadá, Venom: The Last Dance se estrenó junto con Cónclave, y se proyectó que recaudaría alrededor de 65 millones de dólares en 4.125 salas en su primer fin de semana.La película recaudó 22 millones de dólares en su primer día, incluidos 8,5 millones de dólares en los preestrenos del jueves por la noche.En su debut recaudó 51 millones de dólares, quedando en primer lugar, pero marcando el estreno más bajo de la serie. Deadline Hollywood atribuyó el bajo rendimiento a la actual Serie Mundial de los Yankees y los Dodgers y a la fatiga del género de superhéroes. Sin embargo, la recaudación de taquilla internacional de la película ayudaría a compensar su desempeño más débil en la taquilla norteamericana. La película recaudó 26,1 millones de dólares en su segundo fin de semana (una caída del 49% respecto de su primer fin de semana). y 16,2 millones de dólares en su tercer fin de semana (cayendo otro 37%), conservando el primer puesto durante tres semanas consecutivas. The Last Dance finalmente fue destronada en su cuarto fin de semana, recaudando $7.3 millones y quedando segundo detrás de la recién llegada Red One.

### Respuesta crítica
El sitio web de agregación de reseñas, Rotten Tomatoes informó un índice de aprobación del 41% basado en 211 reseñas, con una calificación promedio de 4.7/10. El consenso crítico del sitio web dice: "El siempre digno de ver Tom Hardy inyecta abundante carisma en Venom: The Last Dance, pero la película se derrumba bajo sus enrevesadas ambiciones tonales". El sitio web Metacritic asignó a la película una puntuación promedio ponderada de 41 sobre 100, sobre la base de 47 críticas, lo que indica "opiniones mixtas o medias". Las audiencias encuestadas por CinemaScore le dieron a la película una calificación promedio de "B–" en una escala de A+ a F (el más bajo de la trilogía), mientras que los encuestados por PostTrak le dieron un puntaje positivo general del 73%, y el 55% dijo que "definitivamente lo recomendaría".

Christy Lemire de RogerEbert.com le dio a la película 1.5/4 estrellas, escribiendo: "Cuando se inclina demasiado hacia el absurdo inherente de sus disparatadas y disparejas travesuras de amigos, Venom: The Last Dance puede ser una maravilla. Desafortunadamente, eso no sucede tan a menudo como debería". Robbie Collin de The Daily Telegraph le dio 1/5 estrellas, calificándola de "una monstruosidad estridente y complaciente con los adolescentes de la vieja escuela, con poco que ofrecer a cualquier espectador cuya edad o habilidad para contar exceda los 20 años". Concluyó: "En lo que respecta a los últimos bailes, es la Macarena en formato de película". Kevin Maher de The Times también le dio 1/5 estrellas y dijo: "Es muy desalentador ver a Hardy caer tan bajo. Desde el elegante trabajo de personajes de Stuart: A Life Backwards y Tinker Tailor Soldier Spy a un inútil de Marvel con los ojos en blanco cuya mejor frase es: "¡Tenemos que llevar el códice lo más lejos posible!"' Alci Rengifo de Entertainment Voice escribió: "Venom como franquicia funciona como un primo de cómic de Lethal Weapon o cualquier otra serie popular que presente un dúo entretenido y desigual". Amy Nicholson de The New York Times dijo: "Sinceramente, prefiero ver a Eddie y Venom regateando por los ingredientes de la pizza que trabajar en equipo para algo tan banal como salvar el planeta".
Jake Cole de Slant Magazine le dio a la película 3/4 estrellas y escribió: "A medida que avanza la película, aumenta constantemente los riesgos y la escala de su acción, que no se convierte en una oscuridad incomprensible causada por computadora a medida que avanza hacia el clímax". Clarisse Loughrey de The Independent escribió: "Es difícil decir cómo se recordarán estas películas en el gran esquema de la historia del cómic, pero, con The Last Dance, al menos podemos recordar que a veces realmente lograron divertirse con estas cosas", y le dio 3/5 estrellas.

### Reconocimientos
| Premio                        | Fecha de ceremonia    | Categoría                                                           | Receptor(es)                                                                                    | Resultado | Ref(s) |
| ----------------------------- | --------------------- | ------------------------------------------------------------------- | ----------------------------------------------------------------------------------------------- | --------- | ------ |
| Premios Saturn                | 2 de febrero de 2025  | Mejor película de Ciencia Ficción                                   | Venom: The Last Dance                                                                           | Pendiente | [ 72 ] |
| Visual Effects Society Awards | 11 de febrero de 2025 | Sobresalientes simulaciones de efectos en una función fotorrealista | Xavi Martin Ramirez, Oscar Dahlen, Hedi Namar, Yuri Yang (por «Water, Fire & Symbiote Effects») | Pendiente | [ 73 ] |

## Futuro
Antes del estreno de la película en octubre de 2024, Kelly Marcel dijo que si bien The Last Dance concluye con el arco argumental de Eddie Brock y Venom, prepara al personaje Knull para futuras apariciones dentro del Universo Spider-Man de Sony (SSU) y es el comienzo de la historia del personaje. Si bien la película estaba pensada como la conclusión de la trilogía de Venom, Hardy expresó interés en repetir su papel en el futuro y que su personaje se cruzara con Spider-Man, diciendo "nunca digas nunca". En diciembre de 2024, TheWrap afirmó que Kraven the Hunter sería la última película del Universo Spider-Man de Sony, pero Variety refutó esa afirmación y dijo que Sony continuaría haciendo películas basadas en los personajes de Spider-Man.